# Нью-Стуяхок (аэропорт)
New Stuyahok Airport (ИАТА: KNW, ИКАО: PANW, FAA LID: KNW) — государственный гражданский аэропорт, расположенный в 1,85 километрах к западу от города Нью-Стуяхок (Аляска), США. Регулярные коммерческие рейсы в Аэропорт Диллинхэм выполняет местная авиакомпания Peninsula Airways (PenAir).

## Операционная деятельность
По данным статистики Федерального управления гражданской авиации США услугами аэропорта в 2008 году воспользовалось 781 человек, что на 24 % (1 031 человек) меньше по сравнению с предыдущим годом. Нью-Стуяхок включен FAA в Национальный план развития аэропортовой системы страны в качестве аэропорта, предназначенного для обслуживания авиации общего назначения.
Аэропорт Нью-Стуяхок расположен на высоте 111 метров над уровнем моря и эксплуатирует одну взлётно-посадочную полосу:
- 14/32 размерами 1000 x 30 метров с гравийным покрытием.

За период с 31 июля 2001 года по 31 июля 2002 года Аэропорт Нью-Стуяхок обработал 950 операции взлётов и посадок самолётов (в среднем 79 операций ежемесячно), из них 74 % пришлось на рейсы авиации общего назначения и 26 % — на рейсы аэротакси.